# NSWRL 1909
Die NSWRL 1909 war die zweite Saison der New South Wales Rugby League Premiership, der ersten australischen Rugby-League-Meisterschaft. Im Grand Final zwischen den South Sydney Rabbitohs und den Balmain Tigers weigerten die Tigers sich, anzutreten, da das Spiel als „curtain raiser“ vor einem Spiel zwischen den Kangaroos und den Wallabies stattfinden sollte. Dadurch wurden die Rabbitohs automatisch Meister und holten sich ihren zweiten Titel.

## Tabelle
Siehe NSWRL 1909/Ergebnisse für eine vollständige Liste aller Ergebnisse der regulären Saison.
|     | Team                    | Spiele | Siege | Unent. | Ndlg. | Spiel- punkte | Diff. | Tabellen- punkte |
| --- | ----------------------- | ------ | ----- | ------ | ----- | ------------- | ----- | ---------------- |
| 01. | South Sydney Rabbitohs  | 10     | 9     | 0      | 1     | 210:41        | + 169 | 18               |
| 02. | Balmain Tigers          | 10     | 8     | 0      | 2     | 130:62        | + 68  | 16               |
| 03. | Newcastle Rebels        | 10     | 5     | 0      | 5     | 144:93        | + 51  | 10               |
| 04. | Eastern Suburbs         | 10     | 5     | 0      | 5     | 167:141       | + 26  | 10               |
| 05. | Glebe                   | 10     | 4     | 0      | 6     | 62:159        | - 97  | 8                |
| 06. | Newtown Jets            | 10     | 3     | 1      | 6     | 73:107        | - 34  | 7                |
| 07. | North Sydney Bears      | 10     | 2     | 2      | 6     | 104:157       | - 53  | 6                |
| 08. | Western Suburbs Magpies | 10     | 2     | 1      | 7     | 42:172        | - 130 | 5                |

## Tabellenverlauf
|                         | 1 | 2 | 3 | 4 | 5  | 6  | 7  | 8  | 9  | 10 |
| ----------------------- | - | - | - | - | -- | -- | -- | -- | -- | -- |
| South Sydney Rabbitohs  | 2 | 4 | 6 | 8 | 10 | 12 | 14 | 16 | 18 | 18 |
| Balmain Tigers          | 0 | 0 | 2 | 4 | 6  | 8  | 10 | 12 | 14 | 16 |
| Newcastle Rebels        | 2 | 2 | 2 | 2 | 2  | 4  | 6  | 6  | 8  | 10 |
| Eastern Suburbs RLFC    | 2 | 4 | 6 | 6 | 8  | 10 | 10 | 10 | 10 | 10 |
| Glebe                   | 0 | 2 | 4 | 4 | 4  | 4  | 6  | 8  | 8  | 8  |
| Newtown Jets            | 0 | 2 | 2 | 4 | 4  | 4  | 4  | 4  | 5  | 7  |
| North Sydney Bears      | 0 | 0 | 0 | 2 | 3  | 3  | 3  | 3  | 4  | 6  |
| Western Suburbs Magpies | 2 | 2 | 2 | 2 | 3  | 3  | 3  | 5  | 5  | 5  |

## Playoffs

### Halbfinale
| 14. August 15:15 | Balmain Tigers | 15 : 8 | Eastern Suburbs | Wentworth Park, Sydney Zuschauer: 3.000 Schiedsrichter: Arthur Farrow |
| 14. August 15:15 | (6:0) Bericht  |        |                 | Wentworth Park, Sydney Zuschauer: 3.000 Schiedsrichter: Arthur Farrow |

| 14. August 15:15 | South Sydney Rabbitohs | 20 : 0 | Newcastle Rebels | Royal Agricultural Society Showground, Sydney Zuschauer: 1.200 Schiedsrichter: A. Ballerum |
| 14. August 15:15 | (8:0) Bericht          |        |                  | Royal Agricultural Society Showground, Sydney Zuschauer: 1.200 Schiedsrichter: A. Ballerum |

### Grand Final
Angeblich beschlossen South Sydney und Balmain ursprünglich, nicht zum Grand Final zu erscheinen, so dass die New South Wales Rugby League gezwungen wäre, das Grand Final zu wiederholen. South Sydney erschien allerdings, ohne dass Balmain etwas davon mitbekommen hätte, und gewann dadurch automatisch seinen zweiten Titel. Forderungen von Balmain, das Spiel zu wiederholen, wurden von der New South Wales Rugby League abgewiesen. Diese Ereignisse führten zu einer jahrelangen Rivalität zwischen den beiden Vereinen.

## Statistik
Meiste erzielte Versuche
|     | Name            | Versuche | Verein                 |
| --- | --------------- | -------- | ---------------------- |
| 1.  | Tommy Anderson  | 11       | South Sydney Rabbitohs |
| 2.  | William Bailey  | 9        | Newcastle Rebels       |
| 3.  | William Cann    | 8        | South Sydney Rabbitohs |
| 3.  | Arthur Halloway | 8        | Balmain Tigers         |
| 5.  | Arthur Conlin   | 7        | South Sydney Rabbitohs |
| 5.  | Howard Hallett  | 7        | South Sydney Rabbitohs |
| 5.  | Dan Frawley     | 7        | Eastern Suburbs        |
| 8.  | Artie Coleman   | 6        | Newcastle Rebels       |
| 8.  | Joe Regent      | 6        | Balmain Tigers         |
| 10. | Aney Morris     | 5        | North Sydney Bears     |

Meiste erzielte Punkte
|    | Name            | Versuche | Erhöhungen/Straftritte | Drop Goals | Total | Verein                 |
| -- | --------------- | -------- | ---------------------- | ---------- | ----- | ---------------------- |
| 1. | Stan Carpenter  | 3        | 18                     | 1          | 47    | Newcastle Rebels       |
| 2. | Arthur Conlin   | 7        | 10                     | 1          | 43    | South Sydney Rabbitohs |
| 3. | Arthur Surridge | 3        | 15                     | 1          | 41    | Eastern Suburbs        |
| 4. | Tommy Anderson  | 11       | 0                      | 0          | 33    | South Sydney Rabbitohs |
| 5. | William Bailey  | 9        | 2                      | 0          | 31    | Newcastle Rebels       |
| 6. | Bill King       | 0        | 14                     | 1          | 30    | Eastern Suburbs        |
| 6. | Joe Regent      | 6        | 6                      | 0          | 30    | Balmain Tigers         |
| 8. | G. Fitzpatrick  | 3        | 9                      | 1          | 29    | Balmain Tigers         |
| 9. | Arthur Halloway | 8        | 0                      | 0          | 24    | Balmain Tigers         |
| 9. | William Cann    | 8        | 0                      | 0          | 24    | South Sydney Rabbitohs |

Schiedsrichter
| Name              | Anz. d. Spiele |
| ----------------- | -------------- |
| A. Ballerum       | 04             |
| Arthur Farrow     | 02             |
| Bill Finegan      | 05             |
| Edward Hooper     | 06             |
| Charlie Hutchison | 07             |
| Tom McMahon Sr.   | 01             |
| H. Poulton        | 06             |
| George Seabrook   | 08             |
| Arthur Welch      | 03             |